# Lisa Hackauf
Lisa Hackauf (* 22. April 1991 in Paderborn) ist eine deutsche Volleyballspielerin.

## Karriere
Lisa Hackauf begann mit dem Volleyball in ihrer Heimatstadt beim TV Jahn Bad Lippspringe. Später wechselte sie in ihren Geburtsort zum SC Grün-Weiß Paderborn, für den sie schon als Zwölfjährige in einer Erwachsenenmannschaft spielte. Anschließend ging die gebürtige Westfälin zum Detmolder TV. Dort stand sie zunächst im Kader der Verbandsligamannschaft, 2006/07 schlug sie für die erste Mannschaft des DTV in der Oberliga auf. Nach der Saison schloss sich die Schülerin dem SCU Emlichheim an, für den sie zwei Spielzeiten in der zweiten Bundesliga bestritt. Zu Beginn der Saison 2009/10 wechselte die Mittelblockerin zum VfB 91 Suhl, Anfang 2010 verließ sie den Verein jedoch schon wieder und ging zum SWE Volley-Team, wurde dort jedoch hauptsächlich in der zweiten Mannschaft in der Regionalliga eingesetzt. Zu Beginn der Spielzeit 2010/11 wechselte Lisa Hackauf zum SV Lohhof, konnte jedoch im Jahr 2010 in keinem Punktspiel mitwirken, da ihr Knie wegen einer schweren Verletzung, die sie sich in Emlichheim zugezogen hatte, erneut operiert werden musste. Nach dem Abstieg des SVL blieb die gebürtige Westfälin in Unterschleißheim und wurde mit dem Verein aus dem Landkreis München in der folgenden Spielzeit Zweitligameister. Nach vier Jahren beim SVL wechselte Hackauf 2014 zum Schweizer Erstligisten TV Schönenwerd. 2015/16 spielte sie beim Schweizer Zweitligisten VB Fides Ruswil und danach als Außenangreiferin für den VBC Gerlafingen.

## Privates
Als Kind war Lisa Hackauf eine gute Schwimmerin, bevor sie von einer Freundin zum Volleyballtraining mitgenommen wurde und sich anschließend auf diese Sportart konzentrierte. Nachdem sie in Nordhorn die Fachhochschulreife erlangt hatte, begann Hackauf in Suhl eine Ausbildung zur Physiotherapeutin, die sie in Oberbayern erfolgreich beendete. Außerdem betreut Hackauf die weibliche SWISS ICE HOCKEY A-Nationalmannschaft als Physiotherapeutin und ist Trainerin beim SV Olten für die erste Herrenmannschaft.